# St. Nikolaus (Ramstein)
St. Nikolaus ist eine katholische Kirche aus dem frühen 20. Jahrhundert in der rheinland-pfälzischen Stadt Ramstein-Miesenbach. Die Kirche ist eine der größten der Region und ist Wahrzeichen des Stadtteils Ramstein. Sie gehört zur Pfarrei Hl. Wendelinus, Ramstein im Bistums Speyer.

## Lage
Die Nikolauskirche steht in der Landstuhler Straße auf einer kleinen Anhöhe und ist nur wenige Meter vom Bahnhof entfernt. Hinter der Kirche befindet sich ein Jugendzentrum, unweit liegt zudem ein Seniorenstift.

## Geschichte
Die Kirche entstand zwischen 1901 und 1902. Die Weihe fand am 18. Mai 1903 unter Bischof Joseph Georg von Ehrler statt. Es ist die bereits vierte Kirche der Pfarrei Ramstein. Teile der Vorgängerkirchen wurden in die neue Kirche integriert. Grund für den Neubau der Kirche waren herabfallender Putz, Risse und Auswölbungen im Mauerwerk infolge großer baulicher Mängel, die bei Erweiterungen entstanden waren, sowie die wachsende Einwohnerzahl der Gemeinde Ramstein im 19. Jahrhundert.
Das Patronatsrecht für eine Vorgängerkirche bekam Reinhard von Lautern bereits am 4. Juni 1214 von Kaiser Friedrich II. verliehen.
In den 1970er Jahren fanden ausgiebige Renovierungsarbeiten an der Kirche statt. Dabei wurde der Chor vollständig erneuert.

## Architektur und Ausstattung
Der Kirchturm ist 44 Meter hoch, das Kirchenschiff 54 Meter lang und 22 Meter breit.
Die Kirche ist eine dreischiffige Anlage im Stil einer romanischen Basilika. Über dem Haupteingang befindet sich ein Giebelfeld mit dem Lamm Gottes und darunter eine lateinische Inschrift, die auf Deutsch übersetzt lautet: „Gott zur Ehre, uns zum Heil“.

### Innenausstattung

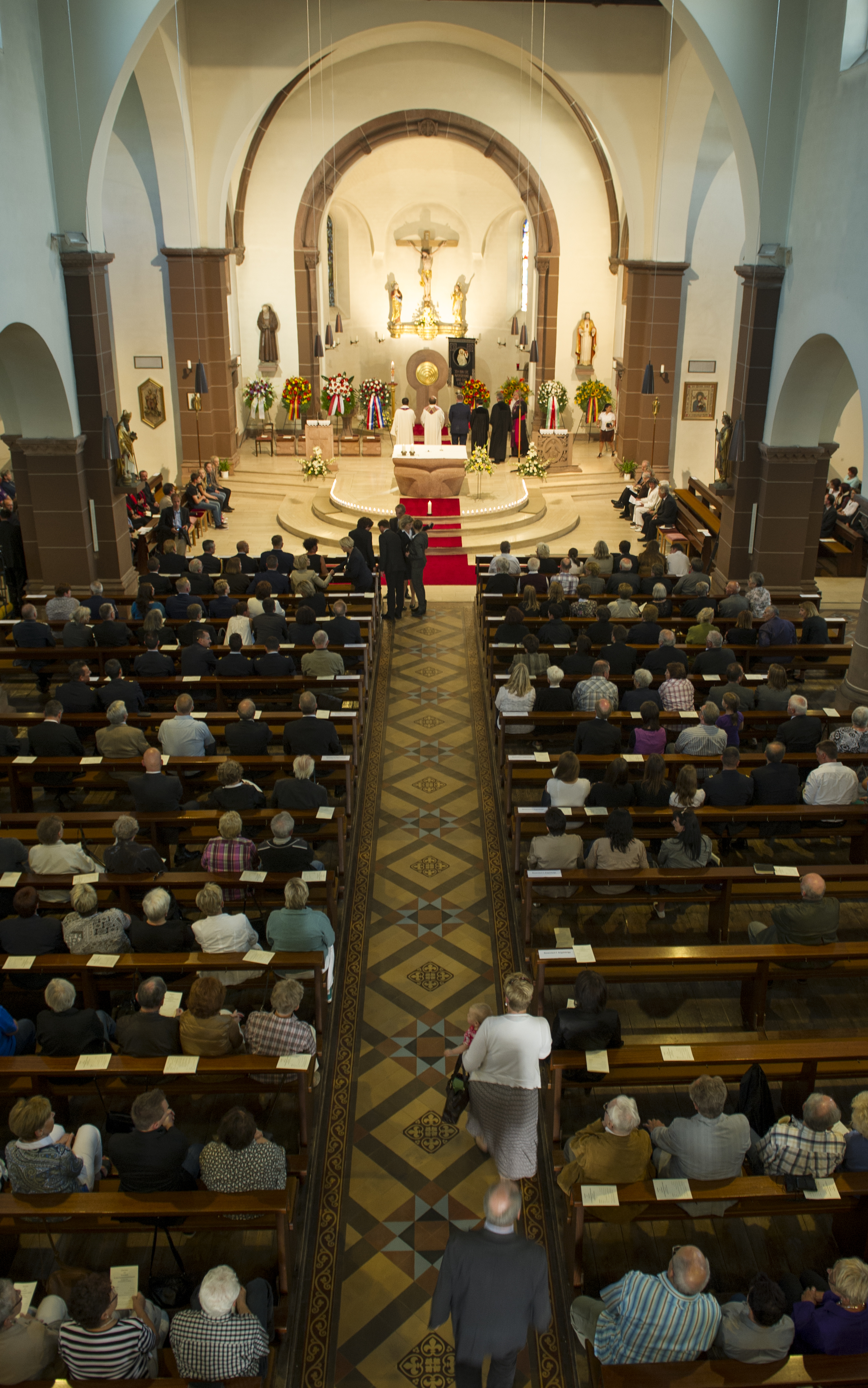
Katholische Pfarrkirche St. Nikolaus, Ramstein (innen)

Der Raum ist von einer Kassettendecke aus Holz überspannt. In dem Feld über der Vierung ist in einem großen Vierpass ein Kreuz mit gleich langen schmalen Balken eingelassen, in der Mitte das Christusmonogramm XP sowie die Buchstaben A und O. Vier Medaillons in den Ecken des Feldes enthalten Bildnisse großer Propheten des Alten Testamentes: Isaias, Jeremias, Ezechiel und Daniel (genannt im Uhrzeigersinn).
In drei Kassetten über dem Hauptschiff ist die Dreifaltigkeit Gottes versinnbildlicht, die jeweilige Person in einem von einem Kreis umgebenen Vierpass, zwischen den einzelnen ein ornamentales Feld. Das erste Bild zeigt Gott Vater als bärtigen alten König, Gott Sohn ist als das Lamm Gottes auf dem Buch mit sieben Siegeln und mit der Siegesfahne des auferstandenen Christus dargestellt, der Heilige Geist in Gestalt der Taube.
Die Decke des Querschiffes zeigt Darstellungen der vier Kardinaltugenden.
Im Jahr 1975 wurde der Altarraum nach Entwürfen des Künstlerehepaares Kubach-Wilmsen aus Bad Kreuznach neu gestaltet.  Sie schufen eine Tabernakelsäule und einen Altar aus Sandstein. Der Altar verbindet Kreuzesstamm und Abendmahlstisch miteinander.
Zur Ausstattung des Gotteshauses gehören auch einige beeindruckende Figuren, darunter vor allem eine Statue der Madonna aus der Zeit um 1730. Außerdem gibt es eine Kreuzigungsgruppe mit dem Kruzifix, Maria und Johannes. Darüber hinaus gibt es weitere Figuren in der Kirche: An Seitenaltären stehen Skulpturen von Maria und Joseph sowie von den Heiligen  Nikolaus, Antonius und Wendelinus. Außerdem gibt es einen Kreuzweg, den der Ramsteiner Maler Hugo John 1923 im Stil der Nazarener gestaltete.
Die Kirchenfenster wurden von einer Hofglasmalerei in Mannheim angefertigt.
Die Orgel von 1956 hat 27 Register; sie wurde von Werner Walcker-Mayer in Ludwigsburg gefertigt.
Die beiden ursprünglichen Glocken wurden im Ersten und Zweiten Weltkrieg eingeschmolzen. Seit 1951 gibt es vier neue Glocken von der Glockengießerei Hamm aus Frankenthal.